# Deutsche Fechtmeisterschaften 1938
Die Deutschen Fechtmeisterschaften 1938 wurden in den Disziplinen Herrenflorett, Herrendegen und Herrensäbel ausgetragen. Bei den Damen gab es nur Wettbewerbe im Florett. Die Einzelmeisterschaften wurden vom Fachamt Fechten organisiert und fanden von 21. bis 24. April in Hannover statt, am Abend des 20. April gab es bereits eine Besprechung der Kampfrichter. Insgesamt waren 301 Fechterinnen und Fechter gemeldet. Die Mannschaftsmeisterschaften wurden vom 27. bis 30. Oktober 1938 in Leipzig ausgetragen.

## Herren

### Florett (Einzel)
Im Floretteinzel der Herren waren 84 Fechter gemeldet. Die Wettbewerbe fanden am Freitag, den 22. April statt. Sieger wurde mit zehn Siegen in der Finalrunde der Wiener Roman Fischer. Josef Losert (Wien) wurde mit neun Siegen zweiter, August Heim (TV Offenbach) mit acht Siegen dritter.
| Platz | Sportler      | Verein       |
| ----- | ------------- | ------------ |
| 1     | Roman Fischer | SG SS Wien   |
| 2     | Josef Losert  | SG SS Wien   |
| 3     | August Heim   | TV Offenbach |

Weitere Platzierungen: 4. Julius Eisenecker 5. Siegfried Lerdon,  6. A. Naumann, 7. Loisl, 8. E. May, 9. Richard Liebscher, 10. W. Fischer, 11. Rudolf Losert, 12. Jaromir Bergan

### Florett (Mannschaft)
Im Herrenflorett-Mannschaftswettbewerb waren 11 Mannschaften gemeldet. Hermannia Frankfurt gewann in der Finalrunde vor der Sportgemeinschaft der SS Berlin, dem Fechtclub Wiesbaden und dem TV 1848 Saarbrücken.
| Platz | Verein              | Sportler                                                                                    |
| ----- | ------------------- | ------------------------------------------------------------------------------------------- |
| 1     | Hermannia Frankfurt | Albert Bauer Fritz Becker Erwin Casmir Julius Eisenecker Siegfried Lerdon Stefan Rosenbauer |
| 2     | SG SS Berlin        | Otto Körner Richard Liebscher Hermann Hainke Baumann Wendtland Josef Losert                 |
| 2     | Fechtclub Wiesbaden | Otto Adam Willi Cron Erich Klöckner Georg Metzger Georg Wettengel                           |

Weitere Platzierungen: 4. TV 1848 Saarbrücken

### Degen (Einzel)
Im Degeneinzel waren 79 Fechter gemeldet. Die Wettbewerbe fanden am Samstag, den 23. April statt. Siegfried Lerdon vom Fecht-Club Hermannia Frankfurt setzte sich mit 9 Siegen vor Kretschmann (8 Siege) und Erwin Kroggel (7 Siege), die beide für die Sportgemeinschaft der SS Berlin fochten, durch. 
| Platz | Sportler         | Verein              |
| ----- | ---------------- | ------------------- |
| 1     | Siegfried Lerdon | Hermannia Frankfurt |
| 2     | Kretschmann      | SG SS Berlin        |
| 3     | Erwin Kroggel    | SG SS Berlin        |

Weitere Platzierungen: 4. Konrad Miersch 5. Jacobi,  6. Josef Uhlmann, 7. Erwin Hildebrandt, 8. Adolf Jewarowski, 9. Hermann Hainke, 10. Eugen Schöne, 11. Kaldschmidt, 12. Hans Knieß

### Degen (Mannschaft)
Beim Degen-Mannschaftswettbewerb waren 12 Mannschaften gemeldet. Die Mannschaft des Fecht-Club Hermannia Frankfurt gewann vor der Sportgemeinschaft der SS Berlin, der Mannschaft der Wehrmacht und der Sportgemeinschaft SS Stuttgart.
| Platz | Verein              | Sportler                                                                                    |
| ----- | ------------------- | ------------------------------------------------------------------------------------------- |
| 1     | Hermannia Frankfurt | Clemens Brendel Erwin Casmir Adolf Jewarowski Hans Krebs Siegfried Lerdon Stefan Rosenbauer |
| 2     | SG SS Berlin        | Konrad Miersch Otto Schröder A. Kretschmann Erwin Kroggel Erwin Hildebrandt Rhinow          |
| 2     | Wehrmacht           |                                                                                             |

Weitere Platzierungen: 4. SG SS Stuttgart

### Säbel (Einzel)
Im Säbeleinzel waren 81 Fechter gemeldet. Die Vorrunden fanden am Samstag, den 23. April statt, die Finalrunde am Sonntag. Mit 11 Siegen in der Finalrunde gewann der Vorjahressieger August Heim vor Hans Esser (Düsseldorf, 9 Siege) und Josef Losert (Wien, 8 Siege).
| Platz | Sportler     | Verein              |
| ----- | ------------ | ------------------- |
| 1     | August Heim  | Fechtclub Offenbach |
| 2     | Hans Esser   | DFC Düsseldorf      |
| 3     | Josef Losert | SG SS Wien          |

Weitere Platzierungen: 4. Otto Körner 5. Julius Eisenecker,  6. Richard Liebscher, 7. Limpert, 8. Paul Hirschring, 9. Richard Wahl, 10. Reinhard Heydrich, 11. Otto Adam (Fechter), 12. Werner Graichen

### Säbel (Mannschaft)
Beim Säbel-Mannschaftswettbewerb waren 12 Mannschaften gemeldet. In der Finalrunde gewann Hermannia Frankfurt, zweite wurde die Sportgemeinschaft der SS Berlin. Außerdem nahmen der Fechtclub Düsseldorf und eine Mannschaft der SA Berlin an der Finalrunde teil.
| Platz | Verein              | Sportler                                                                                          |
| ----- | ------------------- | ------------------------------------------------------------------------------------------------- |
| 1     | Hermannia Frankfurt | Erwin Casmir Julius Eisenecker Adolf Jewarowski Hans-Georg Jörger Ernst Körbitz Stefan Rosenbauer |
| 2     | SG SS Berlin        | Reinhard Heydrich Plath Körner Richard Liebscher Hermann Hainke Josef Losert                      |

## Damen

### Florett (Einzel)
Im Floretteinzel der Damen waren 57 Fechterinnen gemeldet. Die Wettbewerbe fanden am Donnerstag, den 21. April statt. Hedwig Haß konnte sich in einem Stichkampf gegen Friederike Wenisch durchsetzen. Beide hatten in der Finalrunde 8 Siege. Trude Jacob wurde mit 6 Siegen dritte
| Platz | Sportler           | Verein              |
| ----- | ------------------ | ------------------- |
| 1     | Hedwig Haß         | Fechtclub Offenbach |
| 2     | Friederike Wenisch | Balmung Wien        |
| 3     | Trude Jacob        | TV Offenbach        |

Weitere Platzierungen: 4. Rotraud von Wachter 5. Leni Oslob, 6. Lilo Deutzer, 7. B. Schöne, 8. E. Bock, 9. Gisela Krausgrill, 10. E. Lindau

### Florett (Mannschaft)
Im Damenflorett-Mannschaftswettbewerb waren 14 Mannschaften gemeldet. Der TV Offenbach setzte sich in der Finalrunde gegen den Fechtclub Offenbach, den Kölner Fechtclub und dem TSV 1867 Leipzig durch.
| Platz | Verein       | Sportler                                                                                |
| ----- | ------------ | --------------------------------------------------------------------------------------- |
| 1     | TV Offenbach | Lilo Deutzer Erna Gazzera Gisela Krausgrill Marlise Nikolai Marga Schäfer Gertrud Weise |